# Statues-menhirs de Sagne Marty
Les statues-menhirs de Sagne Marty sont deux statues-menhirs appartenant au groupe rouergat découverte à Pont-de-Larn, dans le département du Tarn en France.

## Description
Les deux statues ont été découvertes en 2001 par Michel Poulain près de la ferme de Sagne Marty. Elles sont en gneiss. Le façonnage des dalles est sommaire. Elles sont complètes mais la nature de la roche ne permet pas une bonne conservation des gravures. La statue n°1  mesure 2,90 m de hauteur sur 1,36 m de largeur et 0,42 m d'épaisseur. La statue n°2  mesure 2,90 m de hauteur sur 1,26 m de largeur et 0,38 m d'épaisseur.
Il s'agit de deux statues masculines, quasi identiques, sans aucun caractère anthropomorphe, avec strictement les mêmes attributs,  un baudrier, « l'objet » et une ceinture. 
Elles ont été redressées chez le propriétaire. Les statues-menhirs sont inscrites monument historique au titre d'objet depuis le 30 octobre 2019,.